# Luftschutz-Ehrenzeichen

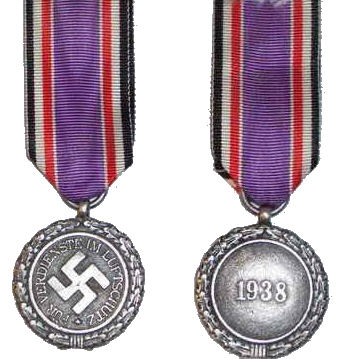
Luftschutz-Ehrenzeichen (2. Stufe)

Das Luftschutz-Ehrenzeichen wurde am 30. Januar 1938 per Verordnung aus Anlass der fünften Wiederkehr des Tages der nationalen Erhebung von Adolf Hitler in zwei Stufen gestiftet. Es diente dabei als Anerkennung für Verdienste um den Luftschutz sowie der Luftverteidigung und konnte an alle Personen verliehen werden, die sich auf diesen Gebiete bestätigt und besondere Verdienste erworben hatten. Das Tragen des  Abzeichens ist heute nur in der sogenannten 57er-Version ohne nationalsozialistische Embleme erlaubt.

## Im Nationalsozialismus

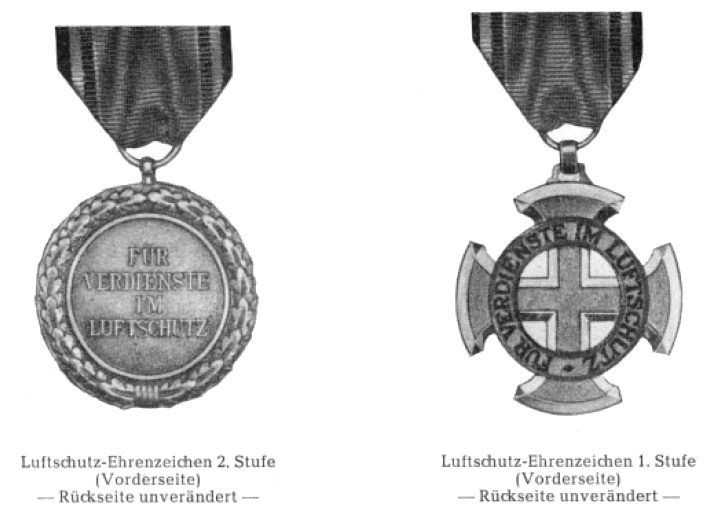
Version ohne Hakenkreuz: Luftschutz-Ehrenzeichen (in der 57er Version)

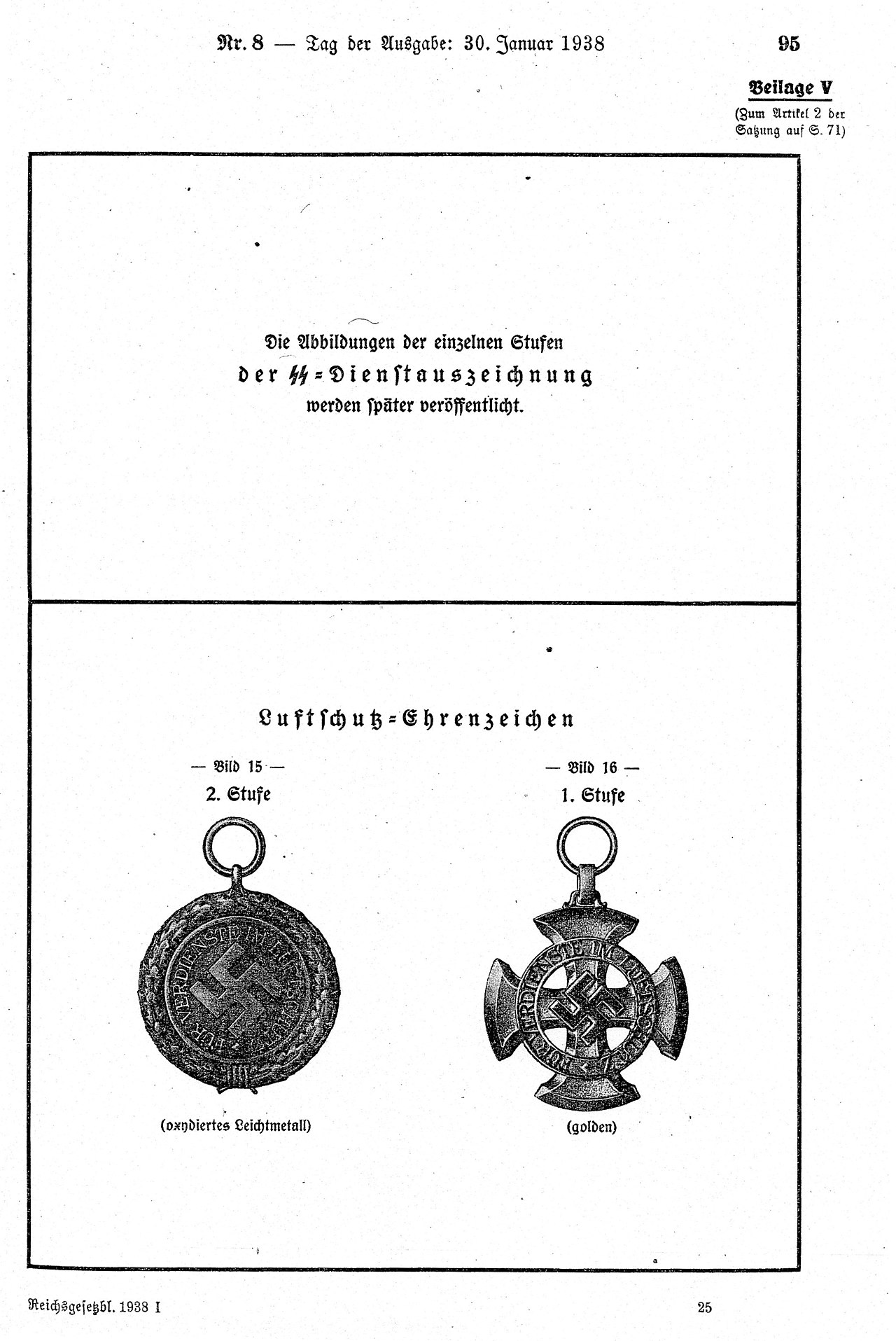
Abbildungen des Luftschutz-Ehrenzeichens aus dem Reichsgesetzblatt

Mustervordruck für die Vorschlageliste aus dem Reichsgesetzblatt

### Satzungsinhalt

#### Zweck und Einteilung
Der Zweck des Luftschutz-Ehrenzeichens war eine Anerkennung für Verdienste um den Luftschutz in Deutschland zu schaffen, wobei die Auszeichnung selber in zwei Stufen verliehen wurde. Konkret hieß das:
- Die 2. Stufe wurde Personen verliehen, die sich in Deutschland nach dem 30. Januar 1933 auf dem Gebiete des Luftschutzes betätigt und sich hierbei besondere Verdienste erworben hatten.
- Die 1. Stufe wurde an Personen verliehen, die sich besonders hervorragende Verdienste um die Förderung des Luftschutzes in Deutschland erworben hatten.[3]

#### Beschaffenheit
Im Deutschen Auszeichnungssystem dieser Zeit nimmt das Luftschutz-Ehrenzeichen eine gewisse Sonderstellung ein, da sich beide Auszeichnungsstufen fundamental voneinander im Aussehen unterscheiden. Während man die 2. Stufe noch nach typischem Vorbild in Medaillenform einführte, weicht die 1. Stufe vollkommen von dieser Form ab und zeigt stattdessen ein Kreuz. Weiterhin befremdlich war es, dass die 1. Stufe nicht als Steckkreuz eingeführt wurde, sondern für diese ebenso das gleiche Ordensband der 2. Stufe zu verwenden war. Da beide Stufen nur am Tag ihrer Verleihung oder zu besonderen Festanlässen in Originalgröße getragen wurden, war das einzige optische Unterscheidungsmerkmal auf der Bandspange eine verkleinerte Miniatur der verliehenen Stufe.

##### 2. Stufe
Das Luftschutz-Ehrenzeichen der 2. Stufe war eine kreisrunde Medaille mit 40 mm Durchmesser und bestand aus oxydierten Leichtmetall. Ihre Vorderseite zeigte innerhalb des Eichenlaubkranzes mittig ein Hakenkreuz und die erhaben geprägte Umschrift: FÜR VERDIENSTE IM LUFTSCHUTZ. Die Rückseite trug innerhalb des Eichenlaubkranzes das Stiftungsjahr 1938, welches ebenfalls erhaben geprägt war.

##### 1. Stufe
Das Luftschutz-Ehrenzeichen der 1. Stufe war dagegen ein vierarmiges, goldenes Kreuz mit geschweiften Armen, dass in ihrer Mitte das Hakenkreuz in erhabener Prägung zeigte, welches von einem Schriftrand mit den Worten: FÜR VERDIENSTE IM LUFTSCHUTZ eingefasst war.

#### Trageweise
Beide Stufen des Luftschutz-Ehrenzeichens wurden an einem helllila Bande mit schwarz-weiß-roten Saum getragen, wobei das Band selber auf der linken Brustseite, im 2. Knopfloch der Uniform oder an der kleinen Ordensschnalle getragen werden durfte. Bei Verleihung der 1. Stufe, war die 2. abzulegen, verblieb aber im Besitz des Beliehenen.

#### Verleihungsbefugnis und Vorschlagwesen
Die Verleihung des Luftschutz-Ehrenzeichens behielt sich Hitler selbst vor, wobei die Vorschläge für die Verleihung vom Reichsminister der Luftfahrt der Präsidialkanzlei der Ordenskanzlei listenmäßig in doppelter Ausführung zu übersenden waren. Diese holte dann die Entscheidung Hitlers herbei. Ausdrücklich wurde zudem festgelegt, dass ein Rechtsanspruch auf Verleihung des Luftschutz-Ehrenzeichens nicht bestand. Bei Verleihung der 1. Stufe erhielt der Beliehene eine von Hitler unterzeichnete Urkunde, bei Verleihungen der 2. Stufe eine vom Staatsminister und Chef der Präsidialkanzlei ausgestellte Bescheinigung. Beide Stufe und die Urkunde/Bescheinigung gingen dabei in das Eigentum des Beliehenen über.

#### Widerruf und Entziehung
Beide Stufen des Luftschutz-Ehrenzeichens konnten von Hitler widerrufen werden, entweder weil die Verleihung zu Unrecht erfolgte oder sich der Beliehene durch sein späteres Verhalten, insbesondere durch Begehen einer entehrenden Straftat, der Auszeichnung als unwürdig anzusehen war. In diesem Fall war der Reichsminister der Luftfahrt für die Entziehung verantwortlich.

### Durchführungsverordnung

#### Vorschläge
Die Vorschläge für die Verleihung des Luftschutzehrenzeichens oblagen, wie bereits erwähnt, dem Reichsminister der Luftfahrt, der die Vorschläge in doppelter Ausführung vierteljährlich zum 1. Januar, 1. April, 1. Juli und 1. Oktober jedes Jahres an die Präsidialkanzlei übersendete. Dafür war ein Amtlicher Vordruck zu verwenden, der bei der Reichsdruckerei erhältlich war. Die Verleihungsvorschläge waren aber zunächst dem Reichsminister der Luftfahrt zuzuleiten. Dafür waren folgende Institutionen verantwortlich:
- die Luftstreitkommandos vor Ort,
- die Reichsgruppe Industrie,
- das Präsidium des Reichsluftschutzes sowie die
- Obersten Reichs- und Landesbehörden[13]

Den Vorschlägen war eine Begründung beizufügen. Für die Verleihung der 2. Stufe waren diese Anträge zum 1. März, 1. Juni, 1. September und 1. Dezember jedes Jahres vorzulegen, wobei die Verleihung der 1. Stufe dieser Regelung nicht unterworfen war. Diese Vorschläge konnten jederzeit eingereicht werden.

#### Veröffentlichung
Sämtliche Verleihungen des Luftschutz-Ehrenzeichens wurden sodann im Deutschen Reichsanzeiger und Preußischen Staatsanzeiger vom Staatsminister und Chef der Präsidialkanzlei veröffentlicht. Der Reichsminister der Luftfahrt veranlasste dann zusätzlich die Bekanntmachung im Luftwaffen-Verordnungsblatt.

#### Umfang des Luftschutzes
Bei der Verleihung des Luftschutz-Ehrenzeichens war zu klären für welche Tätigkeiten überhaupt das Ehrenzeichen zu verliehen war. Dafür kamen folgenden Sachgebiete in Betracht:
- Flugmeldedienst
- Luftschutzwarndienst
- Sicherheits- und Hilfsdienst (im Luftschutz)
- Werkluftschutz
- Selbstschutz sowie der erweiterte Selbstschutz nach § 22 des Luftschutzgesetzes

#### Umfang der Verleihung
Das Luftschutz-Ehrenzeichen konnte auch an Ausländer verliehen werden, die sich um den Luftschutz in Deutschland verdient gemacht hatten. Generell galt bei der Verleihung der 1. Stufe, dass ein strenger Maßstab bei der Prüfung der Verleihungsvoraussetzungen anzulegen war. Für beide Stufen galt, dass der zu Beleihende mindestens vier Jahre auf dem Gebiet des Luftschutzes tätig gewesen sein musste, wobei die zurückgelegte Zeit jedoch keinen "automatischen" Anspruch auf Verleihung zuließ. Die vierjährige Betätigung musste auch nicht ununterbrochen zurückgelegt worden sein, wobei jedoch geldliche (Spenden usw.) sowie wirtschaftliche Zuwendungen jeglicher Art nicht als "Betätigung im Luftschutz" anzusehen waren.

#### Zustellung des Luftschutz-Ehrenzeichens
Beide Stufen des Luftschutz-Ehrenzeichens wurden bei Wehrmachts-Angehörigen, Beamten oder Angestellten des öffentlichen Dienstes auf dem Dienstweg übersandt. Bei Amtsträgern und Mitglieder des Reichsluftschutzbundes erfolgte die Aushändigung durch den örtlichen Luftschutzleiter. Bei allen Aushändigungen galt, dass eine Niederschrift über die Verleihung auszufertigen war, in der neben dem Vor- und Zunamen des Beliehenen, auch dessen Dienstbezeichnung und den Tag der Aushändigung zu vermerken war.

## Heute: Verfassungsfeindliches Abzeichen
Gemäß Gesetz über Titel, Orden und Ehrenzeichen vom 26. Juli 1957 ist das Tragen der Auszeichnung in der Bundesrepublik Deutschland nur ohne nationalsozialistische Embleme gestattet.